# Michihiko Hachiya
Michihiko Hachiya (蜂谷道彦?, Hachiya Michihiko; Prefettura di Okayama, 1903 – 13 aprile 1980) è stato uno scrittore e medico giapponese.
È conosciuto per essere sopravvissuto al bombardamento atomico di Hiroshima del 1945 e aver trascritto in un diario i momenti vissuti in quel periodo.

## Biografia
Hachiya fu Direttore dell'ospedale di comunicazioni di Hiroshima e viveva nei pressi dell'ospedale, a circa un miglio dal centro dell'esplosione. Scrisse un diario che copre il periodo che va dal 6 agosto al 30 settembre del 1945 dove il dottore narra gli eventi di quei giorni, gli effetti dello scoppio della bomba atomica e le conseguenze della resa del Giappone. Il diario fu pubblicato da Hachiya, grazie anche all'aiuto del dottor Wells, medico americano trasferitosi in Giappone, nel 1955 sotto il nome di Hiroshima Diary. In seguito, l'opera fu pubblicata anche in italiano da Feltrinelli con il titolo di Diario di Hiroshima.